# Oberammergau
Oberammergau er en by og en kommune i Landkreis Garmisch-Partenkirchen i Regierungsbezirk Oberbayern i den tyske delstat Bayern. Oberammergau ligger i Ammertal ved floden Ammer/Amper.

## Passionsspillene
Byen er mest kendt for Passionsspillene. Historien om Passionsspillene går tilbage til år 1633. Europa var plaget af pesten (Den sorte død). Byens befolkning gav Gud det løfte, at man hvert tiende år ville opføre Jesu Kristi lidelseshistorie som en teaterforestilling (et Passionsspil) hvis byen gik fri af pesten. Det gjorde den. Et par krige undervejs har rykket lidt med årstallene, så det i vore dage sker i de år, som ender på 0. I år 2010 opførtes spillet for 41. gang, med start den 15. maj og frem til 2. oktober. Indbyggerne i Oberammergau vil også fremover vise, at Passionsspillet, på trods af et forløb på snart 400 år, har bevaret sin gyldighed.

### Forestillingen
Op mod 2.000 medvirkende opfører på 2 x 3 timer den gribende forestilling om Jesus fra Nazareth og hans død og opstandelse. Næsten halvdelen af Oberammergaus befolkning er med enten på eller bag scenen i det store Passionsspilsteater, som ligger tæt på byens centrum. Det har alle dage været et krav, at skuespillerne skal have tiknytning til Oberammergau, enten fødte der eller have boet i byen i mindst 20 år.
Forestillingens 2 x 3 timer er fordelt således, at de første 3 timer ligger sidst på eftermiddagen (op til spisetid), hvorefter publikum kan gå ud i byen for at spise og dernæst komme tilbage først på aftenen og overvære de sidste 3 timers forestilling.

### Passionsspilsteatret
Passionsspilsteatret har en kæmpemæssig scene, som ligger for enden af den store bygning, men således, at scenen er under åben himmel mens de næsten 5.000 tilskuere sidder under tag. Den imponerende teaterbygning blev opført i 1890 men er ombygget og gjort større over flere omgange.

## NATO-skole
I byens østlige udkant blev der i årene 1935-37 opført en kaserne, som blev opkaldt efter en østrig-ungarsk general Conrad von Hötzendorf. Hötzendorf Kaserne blev bygget som base for alpetroppernes signalafdeling. I 1943 blev kasernen overtaget af Messerschmittfabrikkerne som udviklingsområde for jetmotorer. Der blev etableret i alt 37 km tunnelgange i det nærliggende bjerg til at rumme produktionen af motorerne.
Ved enden af 2. Verdenskrig blev kasernen overtaget af amerikanerne, som omdøbte hele komplekset til Hawkins Barracks og ændrede stedet til at rumme U.S. Army School Europe. I de følgende tre årtier var der skole for flere specialer spændende fra Militærpolitiet til Atombombeenheder. Basen blev givet tilbage til den tyske hær i 1974 samtidig med, at basen fik sit oprindelige navn tilbage.
NATO-skolen, formelt NATO Weapons Systems School, som rummer NATO's trænings- og uddannelsesskole på det operationelle niveau, har haft hjemme på kasernen siden 1953.

## Billedgalleri
- Gade i Oberammergau, marts 1930
- Et af de karakteristiske dekorerede huse i Oberammergau
- Et af de karakteristiske dekorerede huse i Oberammergau
- Scene fra Den lille Rødhætte på et af de dekorerede huse i Oberammergau
- Pilatushaus
- Krucifiks ved siden af Pilatushaus
- Sognekirken St. Peter og Paul
- Passionsspilsteatret
- Plakat på enden af teatret med reklame for spillene i 2010
- Scenen i Passionsspilsteatret (2000)
- Korsfæstelsesscene fra Passionsspillet i 1870
- Lokale træskærerarbejder til salg
- Kofel, Oberammergaus letgenkendelige bjerg
- Byen og floden Ammer i 1900

## Links
- Ammergauer Alpen, Oberammegau (Webside ikke længere tilgængelig)
- Site om spillene i 2010 – på engelsk
- NATO-skolens hjemmeside Arkiveret 17. januar 2012 hos  Wayback Machine – på engelsk

## Ekstern henvisning
- Wikimedia Commons har flere filer relateret til Oberammergau